# Scytodes univittata
Scytodes univittata är en spindelart som beskrevs av Simon 1882. Scytodes univittata ingår i släktet Scytodes och familjen spottspindlar. Utöver nominatformen finns också underarten S. u. unilineata.